# Émilie Dequenne
Émilie Dequenne (ur. 29 sierpnia 1981 w Belœil, zm. 16 marca 2025 w Villejuif) – belgijska aktorka filmowa, teatralna i telewizyjna.

## Życiorys
W latach 1994–1996 występowała na deskach Teatru De La Releve w Ladeuze w Belgii. Jej debiutem scenicznym była sztuka Le Cirque Traviata w reżyserii Jean-Paula Alegra. Została laureatką nagrody dla najlepszej aktorki podczas 52. Międzynarodowego Festiwalu Filmowego w Cannes za swoją debiutancką rolę filmową w Rosetcie (1999) w reżyserii braci Dardenne. Za kreację w tym obrazie była również nominowana do Cezara.
17 maja 2002 roku aktorka urodziła córkę Millę. Zasiadała w jury sekcji „Un Certain Regard” podczas 76. Międzynarodowego Festiwalu Filmowego w Cannes (2023).
16 marca 2025 zmarła w wieku 43 lat na raka nadnercza w Instytucie Gustave-Roussy w Villejuif.

## Filmografia

### Filmy fabularne
- 2013: Möbius jako Sandra
- 2012: La traversée jako Sarah Arendt
- 2012: Nasze dzieci (À perdre la raison) jako Murielle
- 2011: Mystère au Moulin Rouge jako Diane Barraud
- 2009: Obsession(s) jako Sarah Lisbourne
- 2009: La meute jako Charlotte Massot
- 2009: Dziewczyna z pociągu (La fille du RER) jako Jeanne
- 2009: J'ai oublié de te dire jako Marie
- 2008: Rien dans les poches jako Judith Miro
- 2008: Charlotte Corday jako Charlotte Corday
- 2008: Miroir, mon beau miroir jako Marion
- 2007: Écoute le temps jako Charlotte
- 2007: Życie artysty (La vie d’artiste) jako Cora
- 2007: Kocham kino (Chacun son cinéma ou Ce petit coup au coeur quand la lumière s'éteint et que le film commence) jako Płacząca kobieta (nowela Dans l'obscurité)
- 2006: Mój przyjaciel Meaulnes (Le Grand Meaulnes) jako Valentine
- 2006: Czerwony Krzyż (Henry Dunant: Du rouge sur la croix) jako Céclie Thuillier
- 2005: La Ravisseuse jako Charlotte
- 2005: Avant qu'il ne soit trop tard jako Aurelia
- 2005: Les états-Unis d’Albert jako Grace Carson
- 2004: Most przeznaczenia (The Bridge of San Luis Rey) jako Doña Clara
- 2004: L'américain jako Nelly
- 2004: Pomocnik (L'équipier) jako Brigitte
- 2003: Mariées mais pas trop jako Laurence Milcaux
- 2002: Gosposia (Une femme de ménage) jako Laura
- 2002: Jean Moulin jako Lili
- 2001: Tak, ale... (Oui, mais...) jako Eglantine Laville
- 2001: Braterstwo wilków (Le Pacte des loups) jako Marianne de Morangias
- 1999: Rosetta jako Rosetta

### Seriale telewizyjne
- 2007: Confidences
- 2005: Kaamelott jako Edern

## Nagrody
- 1999: Nagroda dla najlepszej aktorki na 52. MFF w Cannes za rolę w filmie Rosetta